# Gina Lückenkemper

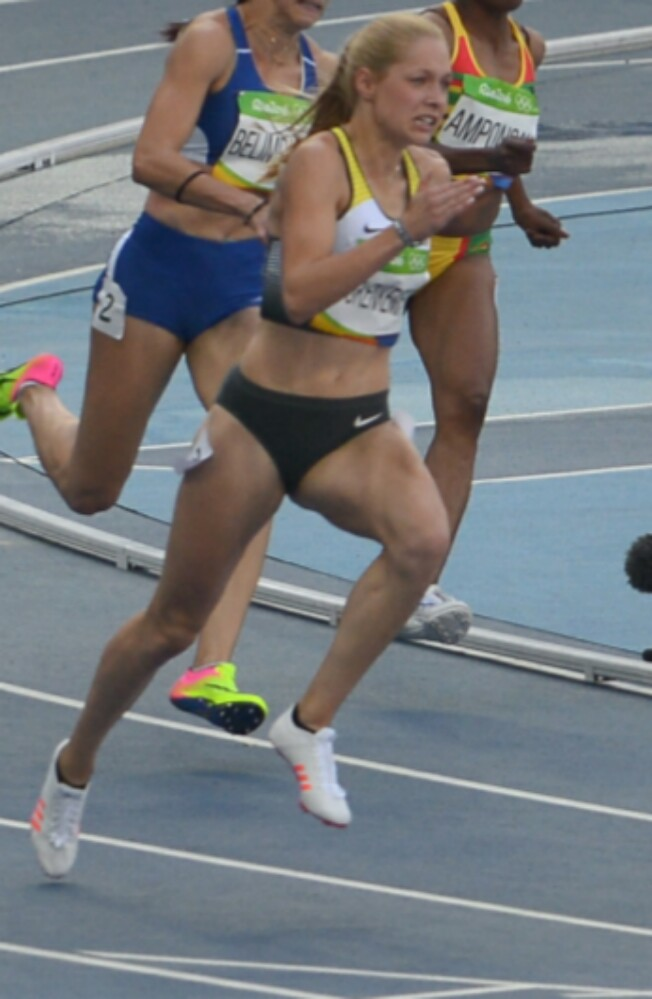
Gina Lückenkemper in actie in haar serie 200 m op de Spelen in Rio in 2016.

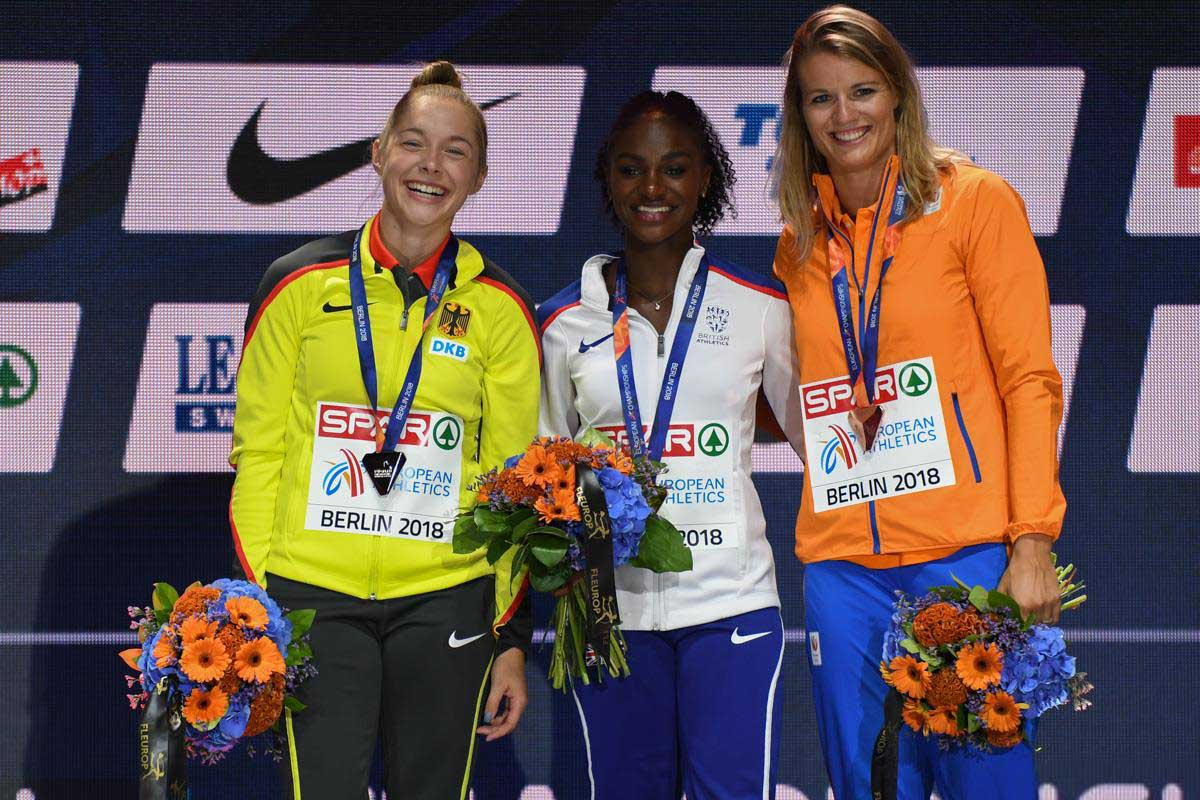
Het erepodium van de 100 m op de EK in 2018. V.l.n.r. Gina Lückenkemper, Dina Asher-Smith en Dafne Schippers.

Gina Lückenkemper (Hamm, 21 november 1996) is een Duitse atlete, die gespecialiseerd is in de sprint. Zij nam driemaal deel aan de Olympische Spelen en veroverde bij die gelegenheden als lid van de Duitse 4 × 100 m estafetteploeg eenmaal een bronzen medaille.

## Biografie

### Studie
Lückenkemper groeide op in Soest, waar zij het gymnasium doorliep. Hierna ging zij industriële en organisatiepsychologie studeren aan de Ruhr-Universität Bochum.

### Eerste successen als junior
Haar eerste atletiekervaringen deed Lückenkemper op bij TUS Ampen, waar zij zich aanvankelijk richtte op de middellange afstanden. Zo werd zij als twaalfjarige reeds tweede op de 5 km tijdens de Silvesterloop in Soest. In 2009 stapte zij over naar LAZ Soest, waar zij ging trainen onder Harald Bottin en aanvankelijk goede vooruitgang boekte bij het hoogspringen. Nadat zij vervolgens was overgestapt op de sprint, volgde na 2011 haar grote doorbraak.
In 2012 eindigde Lückenkemper als veertiende op de wereldkampioenschappen voor U20-junioren op de 200 m. Een jaar later werd ze op dezelfde afstand vijfde op de wereldkampioenschappen voor U18-junioren. In 2014, andermaal op de WK U20, werd ze achtste op de 200 m, maar veroverde zij als lid van de Duitse aflossingsploeg op de 4 x 100 m de bronzen medaille.

### Europees jeugdkampioene
Het hoogtepunt van haar juniorcarrière bereikte Lückenkemper in 2015. Op de Europese kampioenschappen voor junioren veroverde zij op de 200 m de gouden medaille in een tijd van 22,41 s.
In datzelfde jaar deed ze mee aan de wereldkampioenschappen voor senioren in Peking. Op de 100 m eindigde Lückenkemper als vierde in haar serie en 28ste in totaal, met de 4 x 100 m aflossingsploeg werd zij vijfde.

### EK-medailles + olympisch debuut
Op de Europese kampioenschappen van 2016 in Amsterdam veroverde ze zowel brons op de 200 m als de 4 x 100 m estafette. Op dit laatste onderdeel werd zij tezamen met Tatjana Pinto, Lisa Mayer en Rebekka Haase in 42,48 derde achter de teams van Nederland (goud in 42,04) en Groot-Brittannië (zilver in 42,45).
Op de Olympische Spelen in Rio werd die derde plaats gevolgd door een vierde. Hetzelfde viertal als in Amsterdam kwam nu tot 42,10, maar zag de erepodiumplaatsen gaan naar de teams van de Verenigde Staten (goud in 41,01), Jamaica (zilver in 41,36) en Groot-Brittannië (brons in 41,77). Op de individuele 200 m was Lückenkemper eerder gestrand in de halve finale.

### Onder de elf seconden
In 2017 werd Lückenkemper met een PR van 7,14 op de 60 m Duits indoorkampioene en kwalificeerde zich hiermee voor de Europese indoorkampioenschappen. Zij zag echter af van deelname. Wel nam zij eind april deel aan de IAAF World Relays op de Bahama's, waar zij op de 4 x 200 m estafette samen met Lara Matheis, Tatjana Pinto en Rebekka Haase naar het zilver snelde in 1.30,68.
Na op de Duitse kampioenschappen de 100 m te hebben gewonnen in 11,10, waarbij zij in haar serie zelfs tot 11,01 was gekomen, slaagde zij er op de WK in Londen in om in de series van de 100 m voor het eerst onder de elf seconden te duiken. Haar 10,95 was de snelste tijd van allemaal. Hiermee werd zij de zevende Duitse sprintster die deze grens wist te doorbreken; de andere zes waren allen voormalige DDR-atletes. In de halve finale wist ze deze prestatie echter niet te herhalen en strandde zij als zesde. Op de 4 x 100 m estafette werd zij vervolgens samen met Tatjana Pinto, Lisa Mayer en Rebecca Haase vierde.

### EK-zilver en brons in 2018
Op de EK van 2018 in Berlijn kwam Lückenkemper tot vooralsnog de beste prestatie van haar carrière door op de 100 m de zilveren medaille voor zich op te eisen achter de Britse Dina Asher-Smith, maar voor de Nederlandse Dafne Schippers. Opvallend waren de tijden: 10,85, 10,98 en 10,99. Eerder had Lückenkemper ook in de halve finale al 10,98 gelopen. Op de 4 x 100 m estafette snelde zij vervolgens met Tatjana Pinto, Lisa Marie Kwayie en Rebekka Haase in 42,23 naar het brons achter de ploegen van het Verenigd Koninkrijk (41,88) en Nederland (42,15).

## Titels
- Europees kampioene 100 m - 2022
- Duits kampioene 100 m - 2017, 2018
- Duits kampioene 200 m - 2016
- Duits indoorkampioene 60 m - 2017
- Europees kampioene U20 200 m - 2015

## Persoonlijke records
Outdoor
| Onderdeel | Prestatie          | Datum           | Plaats      |
| --------- | ------------------ | --------------- | ----------- |
| 100 m     | 10,95 s (+1,3 m/s) | 5 augustus 2017 | Londen      |
| 200 m     | 22,67 s (0,0 m/s)  | 5 juni 2016     | Regensburg  |
| 300 m     | 37,11 s            | 17 mei 2015     | Pliezhausen |

Indoor
| Onderdeel | Prestatie | Datum           | Plaats   |
| --------- | --------- | --------------- | -------- |
| 60 m      | 7,11 s    | 21 januari 2018 | Dortmund |
| 200 m     | 23,69 s   | 1 maart 2014    | Halle    |

## Palmares

### 60 m
- 2017:  Duitse indoorkamp. - 7,14 s

### 100 m
- 2015: 4e in serie WK - 11,34 s (+0,5 m/s)
- 2017:  Duitse kamp. - 11,10 (-0,7 m/s)
- 2017: 6e in ½ fin. WK - 11,16 s (+0,2 m/s) (in serie 10,95 s)
- 2018:  Duitse kamp. - 11,15 (-0,4 m/s)
- 2018:  EK - 10,98 s (0,0 m/s)
- 2022:  EK - 10,99 s (+0,1 m/s)

### 200 m
- 2012: 5e in ½ fin. WK U20 - 23,99 s (in serie 23,98 s)
- 2013: 5e WK U18 - 23,53 s
- 2014: 8e WK U20 - 23,50 s (+2,4 m/s) (in serie 23,31 s)
- 2015:  EK U20 - 22,41 s
- 2016:  Duitse kamp. - 22,84 s (-0,5 m/s)
- 2016:  EK - 22,74 s
- 2016: 5e in ½ fin. OS - 22,73 s (+0,8 m/s)

### 4 x 100 m
- 2014:  WK U20 - 44,65 s
- 2015: 5e WK - 42,64 s
- 2016:  EK - 42,48 s
- 2016: 4e OS - 42,10 s
- 2017: 4e WK - 42,36 s (in serie 42,34 s)
- 2018:  EK - 42,23 s
- 2019:  IAAF World Relays - 43,68 s
- 2021: 5e OS – 42,12 s (in serie 42,00 s)
- 2022:  EK – 42,34 s
- 2024: 4e EK – 42,61 s
- 2024:  OS – 41,97 s

### 4 x 200 m
- 2017:  IAAF World Relays - 1.30,68

## Onderscheidingen
- Duits sportvrouw van het jaar - 2022

- Gemeinsame Normdatei: 1163970298
- World Athletics: 14450088
- Virtual International Authority File: 6794153411803541700000